# Газопереробний завод Гарад
Газопереробний завод Гарад – підприємство нафтогазової промисловості на сході Саудівської Аравії.
Наприкінці 1990-х років в Саудівській Аравії розпочали перший етап залучення до розробки покладів вільного (неасоційованого) газу. Одним з головних елементів інфраструктури при цьому став газопереробний завод Гарад, який ввели в експлуатацію в 2003-му. У комплексі із заводом спорудили газозбірну мережу, яка подає продукцію родовищ групи Гарад.
ГПЗ має здатність приймати 16,5 млрд м3 газу на рік, при цьому певну частину – 1,3 млрд м3 на рік – має становити попутний газ, який продукують установки сепарації нафти та газу блоку Гавар (найпівденніший блок найбільшого в світі нафтового родовища Гавар).
Основне обладнання заводу становлять чотири лінії підготовки газу, дві з яких працюють з ресурсом формації Унайза, а дві – з продукцією формації Хуфф, яка містить суттєві обсяги сірководню. За проектом ГПЗ може щорічно випускати 15,5 млрд м3 товарного газу, а також 170 тисяч барелів конденсату та 90 тон сірки на добу.
Видача товарного газу відбувається по газотранспортному коридору Гарад – Беррі (при цьому з другої половини 2000-х цей коридор також забезпечує надходження ресурсу з Гараду на комплекс вилучення зріджених вуглеводневих газів Гавія). Конденсат транспортується по трубопроводу Гарад – Рас-Танура.